# Погоня (мультфильм, 1980)
«Погоня» — советский короткометражный рисованный мультфильм 1980 года.
Третий из трёх сюжетов мультипликационного альманаха «Весёлая карусель» № 11.

## Сюжет
Мультфильм про любопытного и глупого львёнка, который гонялся за страусом.

## Съёмочная группа
| Автор сценария            | Альберт Иванов                                                     |
| Режиссёр                  | Александр Давыдов                                                  |
| Художник-постановщик      | Владимир Морозов                                                   |
| Композитор                | Нина Савичева                                                      |
| Художники-мультипликаторы | Олег Комаров, Татьяна Фадеева, Татьяна Померанцева, Виктор Лихачёв |